# كأس ويلز 1963–64
كأس ويلز 1963–64 (بالإنجليزية: 1963–64 Welsh Cup)‏ هو موسم من كأس ويلز. فاز فيه كارديف سيتي.